# Kieran West
Kieran Martin West (MBE) (født 18. september 1977 i London) er en engelsk tidligere roer og olympisk guldvinder.
West meget talentfuld som teenager, men det så ud, som om karrieren måtte stoppe, inden den for alvor kom i gang, da han blev ramt af en alvorlig rygskade, der holdt ham ude af roningen i tre år. Han begyndte i denne periode at studere på Cambridge. I løbet af sit tredje år her genoptog han sporten, og han var med i Boat Race i 1999 samt kom med i den britiske otter, der vandt VM-sølv samme år.
Højdepunktet i karrieren kom ved OL 2000 i Sydney, hvor otterens besætning ud over West bestod af Andrew Lindsay, Ben Hunt-Davis, Louis Attrill, Luka Grubor, Simon Dennis, Fred Scarlett, Steve Trapmore og styrmand Rowley Douglas. I indledende heat blev briterne nummer to i deres heat efter Australien, men de kvalificerede sig til finalen efter sejr i opsamlingsheatet. I finalen lagde briterne sig i spidsen fra løbets begyndelse, og der blev de og sikrede sig guldet (den første britiske guldmedalje i disciplinen siden OL 1912) lidt under et sekund foran australierne, mens bronzen gik til Kroatien.
Hans næste store resultat kom i 2002, hvor han var med til at vinde VM-guld i firer med styrmand, hvilket blev fulgt op af VM-sølv det følgende år. OL 2004 i Athen blev i modsætning til legene fire år forinden noget af en nedtur for den britiske otter, hvor West nu var tilbage, da båden blev sidst blandt de ni deltagere. Ud over i 1999 roede han tre udgaver af Boat Race, men i midten af det første årti af 2000'erne blev han igen ramt af skader, hvilket – sammen med utilfredshed med forbundet – gjorde, at han indstillede sin rokarriere i 2007 og derfor ikke nåede sit tredje OL.
West var uddannet inden for matematik og økonomi og underviste senere i disse fag. Han vendte senere tilbage til Cambridge for at studere militærhistorie.

## OL-medaljer
- 2000:  Guld i otter